# Quần đảo Galápagos

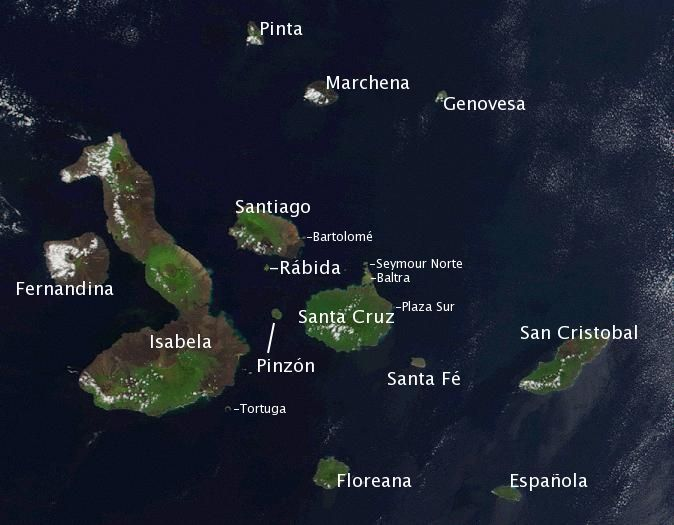
Quần đảo Galápagos nhìn từ vũ trụ

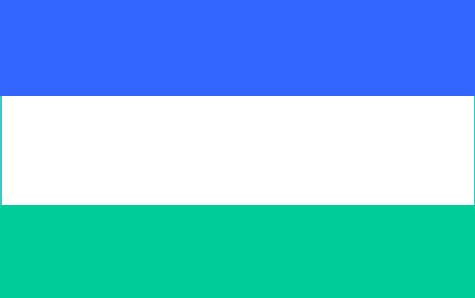
Cờ Galápagos

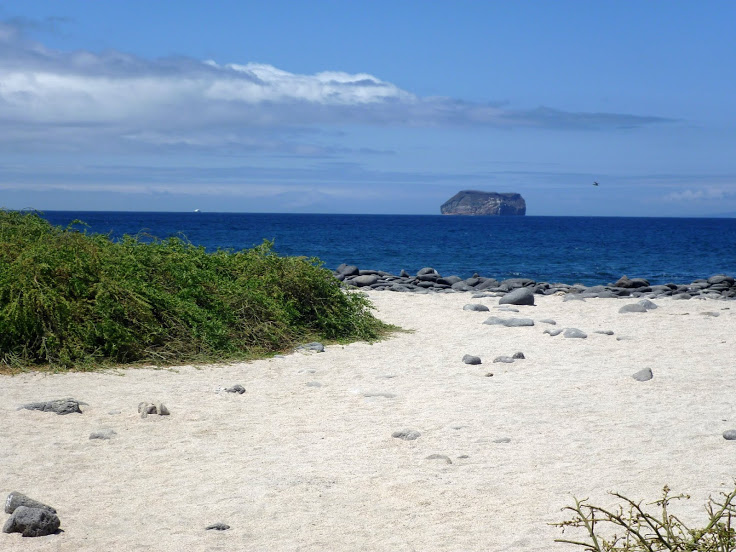
Bãi biển Quần đảo Galápagos

Quần đảo Galápagos (tên chính thức: Archipiélago de Colón, tên tiếng Tây Ban Nha khác: Islas Galápagos, phát âm tiếng Tây Ban Nha: [ˈislas gaˈlapaɣos]) là một quần đảo, tập hợp các đảo núi lửa nằm về hai phía xích đạo trên Thái Bình Dương, cách đất liền của Ecuador 906 km (563 dặm) về phía tây và thuộc quốc gia này.
Quần đảo Galápagos và vùng nước xung quanh tạo thành tỉnh Galápagos của Ecuador, vườn quốc gia Galápagos và khu dự trữ biển Galápagos. Tiếng Tây Ban Nha là ngôn ngữ chính trên quần đảo và số dân ở đây vào khoảng hơn 25.000. Galápagos nổi tiếng với một số lượng lớn các loài đặc hữu từng được Charles Darwin nghiên cứu trong chuyến hành trình Beagle. Những quan sát và thu thập đã đóng góp cho sự khởi đầu thuyết tiến hóa của Darwin.
Con người đến Galápagos lần đầu vào năm 1535 một cách tình cờ khi giám mục Fray Tomás de Berlanga tới Peru để phân xử vụ tranh chấp giữa Francisco Pizarro và Diego de Almagro. Gió đã làm chệch hải trình và nhóm của Berlanga tới quần đảo vào ngày 10 tháng 3 năm 1535. Sau khi quay trở về đế quốc Tây Ban Nha, ông đã mô tả về nhóm đảo và những loài động vật cư trú ở đó. Quần đảo được chỉ ra và đặt tên trong tập atlas của Abraham Ortelius xuất bản năm 1570. Vào năm 1684, tên cướp biển Ambrose Cowley đã lập ra tấm bản đồ thô đầu tiên về quần đảo. Cowley đã đặt tên cho những hòn đảo riêng biệt theo tên của một số đồng bọn hoặc các hoàng thân và quý tộc Anh. Những tên này được dùng trong hải đồ chuẩn bị cho chuyến khảo sát Beagle do Robert Fitzroy chỉ huy và trong cuốn sách The Voyage of the Beagle nổi tiếng của Darwin. Đến năm 1832 nước Cộng hòa Ecuador mới đã tiếp quản quyền sở hữu quần đảo từ Tây Ban Nha và đặt cho nó những cái tên chính thức theo tiếng Tây Ban Nha. Các tên cũ vẫn còn được dùng trong các xuất bản phẩm tiếng Anh, trong đó có The Encantadas của Herman Melville.

## Địa lý
Quần đảo Galápagos là một tập hợp gồm 13 đảo chính, 6 đảo nhỏ và 107 khối đá nằm ở phía tây ngoài khơi bờ biển Ecuador, thuộc Thái Bình Dương, có tổng diện tích 8010 km². Quần đảo nằm ở vị trí được xem là điểm nóng địa chất, nơi vỏ Trái Đất vẫn còn yếu do nham thạch phía dưới. Hòn đảo già nhất trong quần đảo được hình thành cách đây từ 5 đến 10 triệu năm. Trong khi những hòn đảo trẻ nhất, hòn Isabela và Fernandina, vẫn đang được hình thành và tạo ra các đợt phun trào núi lửa, lần phun trào mới nhất là năm 2009.

## Hành chính
Hiện quần đảo Galápagos là một tỉnh của Ecuador, đồng thời cũng nằm trong hệ thống khu bảo tồn quốc gia của nước này. Galápagos nổi tiếng với các loài sinh vật đặc hữu (chỉ có tại Galápagos) rất phong phú. Chính hệ thống sinh vật đặc hữu phong phú của Galápagos là tiền đề cho những nghiên cứu giúp Darwin đưa ra thuyết tiến hóa sau này.

## Lịch sử phát hiện, khám phá
Charles Darwin đã ghé thăm quần đảo này trong một chuyến du lịch vòng quanh thế giới kéo dài 5 năm trên tàu Beagle (27 tháng 12 năm 1831 - 2 tháng 10 năm 1836). Ông đã phát hiện ra rằng động vật hoang dã ở đây đã tiến hóa hoàn toàn độc lập với phần còn lại của Trái Đất, với nhiều loài độc nhất vô nhị không nơi nào có, trong số đó có 13 loài sẻ nhỏ. Chính vì vậy, quần đảo này đã trở thành một mô hình nghiên cứu tiến hóa lý tưởng của các nhà khoa học.
Người phương Tây đầu tiên đặt chân đến quần đảo là De Berlanga, một Giám mục người Panama, đến Galápagos vào ngày 10 tháng 3 năm 1535. Nhưng mãi đến năm 1570 quần đảo Galápagos mới xuất hiện trên bản đồ thế giới do Abraham Ortelius và Mercator vẽ với tên gọi "Insulae de los Galopegos" (Quần đảo của loài rùa) vì lúc đó trên đảo có rất nhiều rùa khổng lồ. Tuy nhiên, đến nay loài rùa khổng lồ Galápagos còn lại rất ít. Nổi tiếng nhất trong số đó là Lonesome George.
Từ năm 1934, quần đảo Galápagos được đưa vào danh sách các khu thiên nhiên cần được bảo vệ cùng với các loài sinh vật đặc hữu của nó. Lúc mới được đưa vào danh sách bảo tồn, chỉ có khoảng 1.000-2.000 người bản địa sống tại quần đảo Galápagos, nhưng đến nay con số này đã lên khoảng 30.000. Năm 1955, Hiệp hội Bảo tồn Thiên nhiên Quốc tế tiến hành các cuộc khảo sát thực tế để đề ra biện pháp bảo tồn thích hợp cho quần đảo Galápagos. Năm 1957, UNESCO (Tổ chức Khoa học, Giáo dục và Văn hóa của LHQ) kết hợp với chính quyền Ecuador để tiến hành các công tác bảo tồn trên quần đảo Galápagos và chọn một khu vực để đặt các hoạt động nghiên cứu.
Năm 1959, để kỷ niệm 100 năm ngày Darwin công bố thuyết tiến hóa, chính quyền Ecuador tuyên bố biến 95% quần đảo Galápagos thành khu bảo tồn thiên nhiên quốc gia. Năm 1986, vùng biển 70.000 km² xung quanh quần đảo cũng được đưa vào khu bảo tồn, là khu bảo tồn dưới nước lớn thứ 2 trên thế giới, chỉ sau khu bảo tồn Dải San hô lớn của Australia. Hiện trên quần đảo Galápagos còn một số loài sinh vật đặc hữu quý hiếm như loài rùa khổng lồ Galápagos, rùa xanh Galápagos, loài kỳ nhông nước và kỳ nhông cạn Galápagos, chim cánh cụt Galápagos...
Mới đây, Tổng thống Ecuador Rafael Correa lên tiếng công bố tình trạng nguy hiểm cho các loài sinh vật đang được bảo tồn tại Galápagos. Ông Rafael cho biết các loài vật quý hiếm như rùa khổng lồ, kỳ nhông nước... trên đảo đang đối mặt với nguy cơ bị diệt vong do sự bành trướng của cư dân đảo. Ngoài ra, các loài vật đặc hữu tại đây cũng bị đe dọa nghiêm trọng từ các loài vật do con người mang đến sau này.

## Quần thể động thực vật

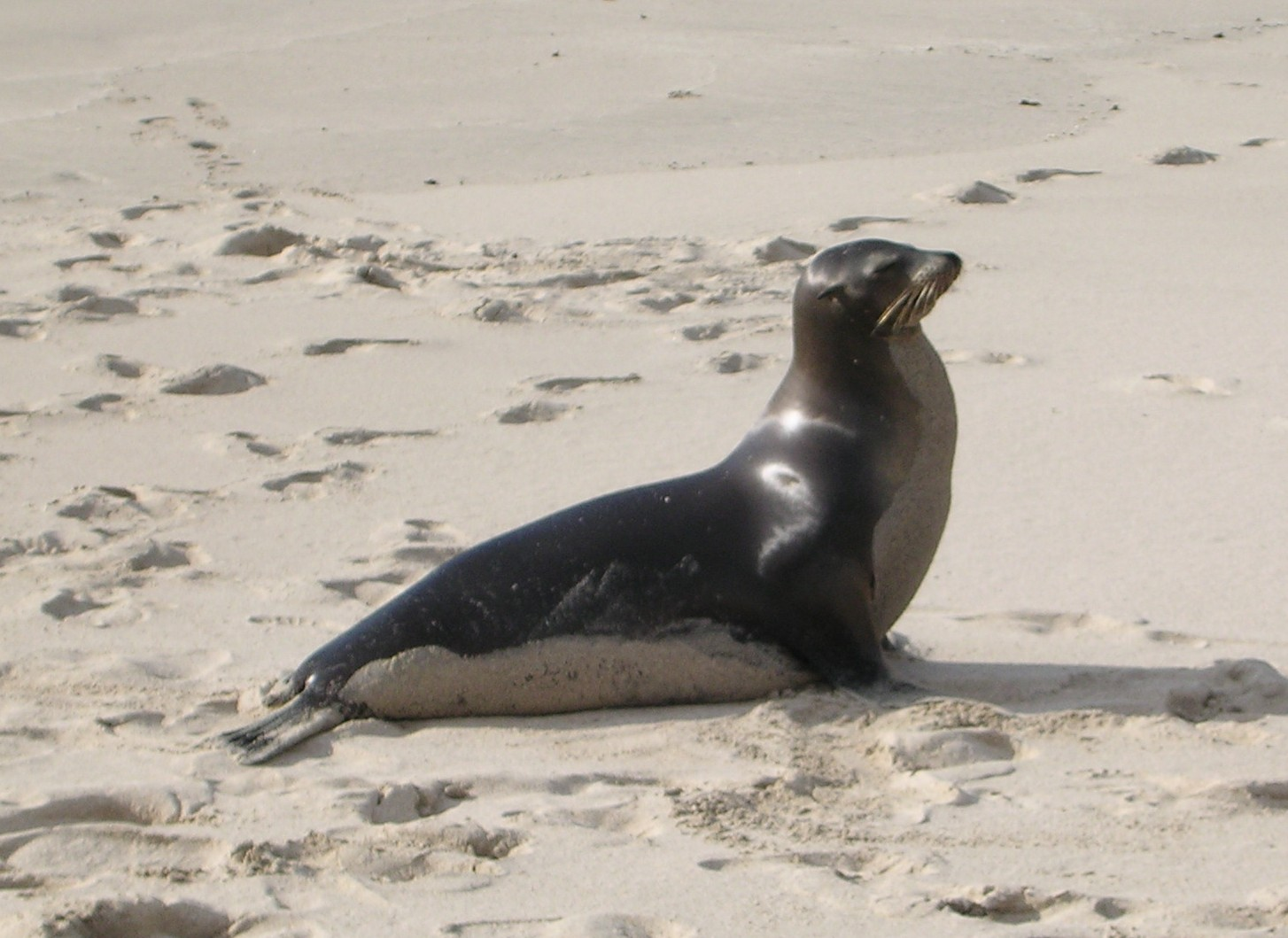
Một sư tử biển California trên bãi biển (Zalophus californianus)
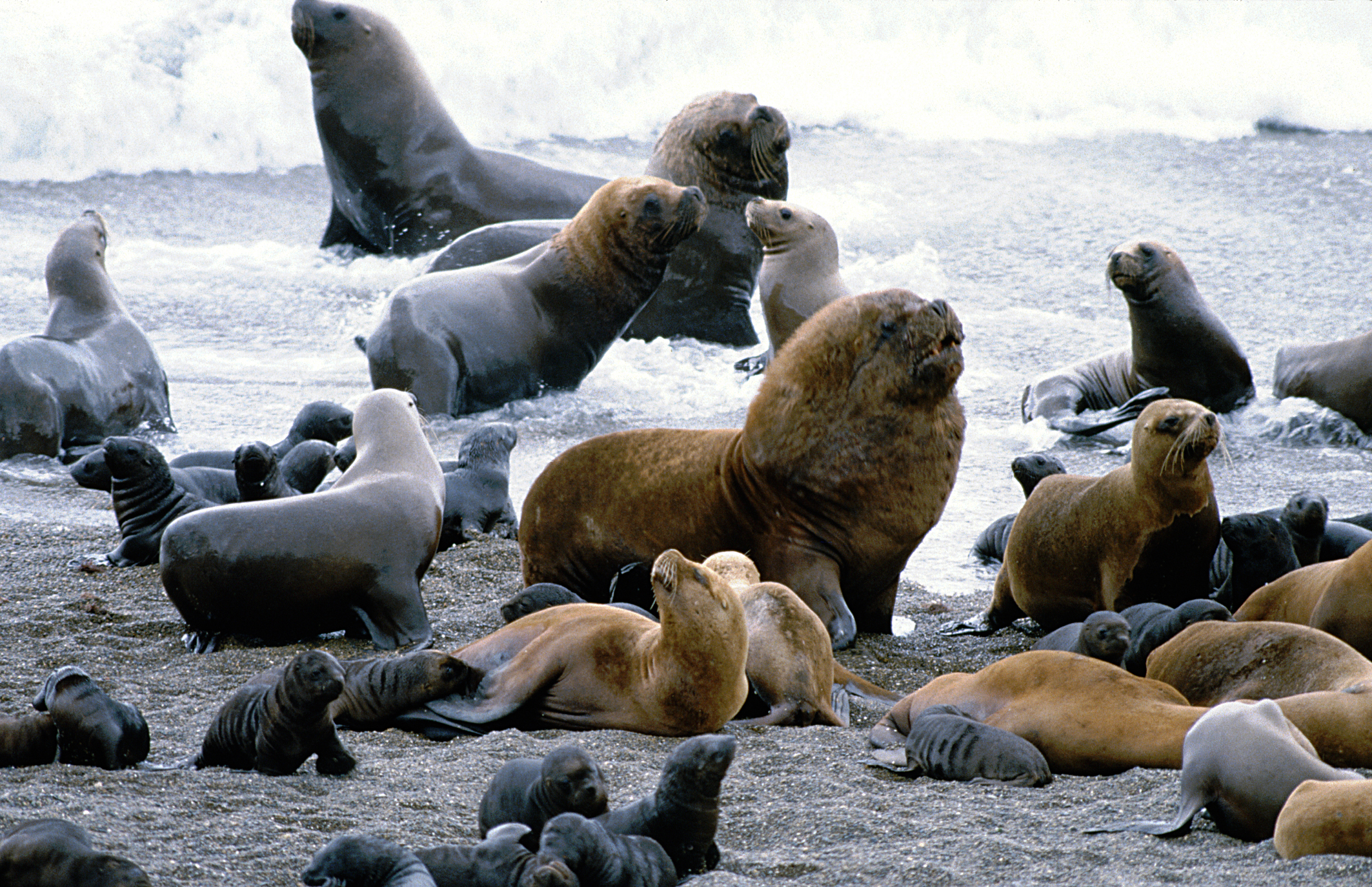
Sư tử biển Nam Mỹ (Otaria flavescens)
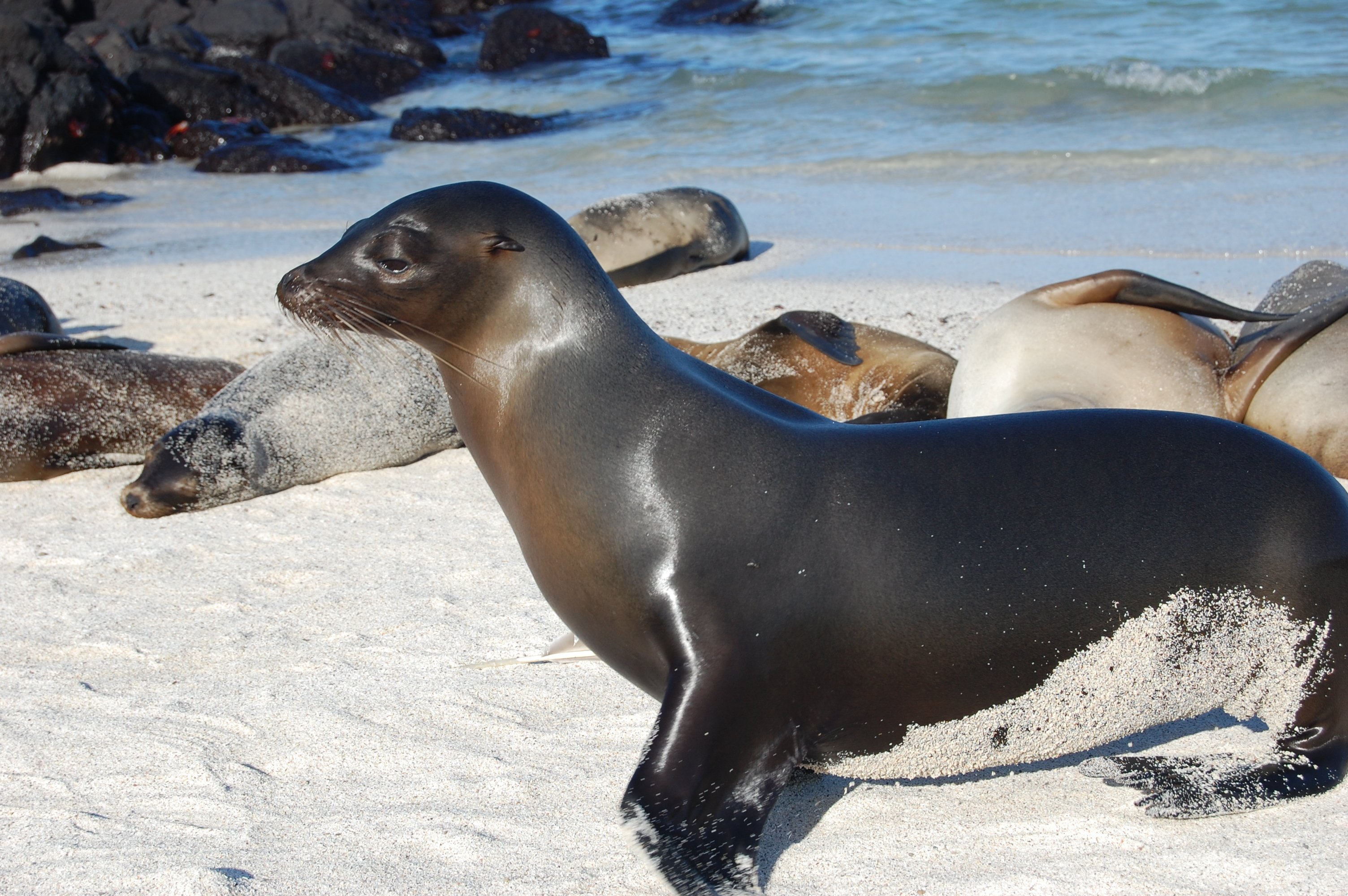
Sư tử biển Galápagos (Zalophus wollebaeki)
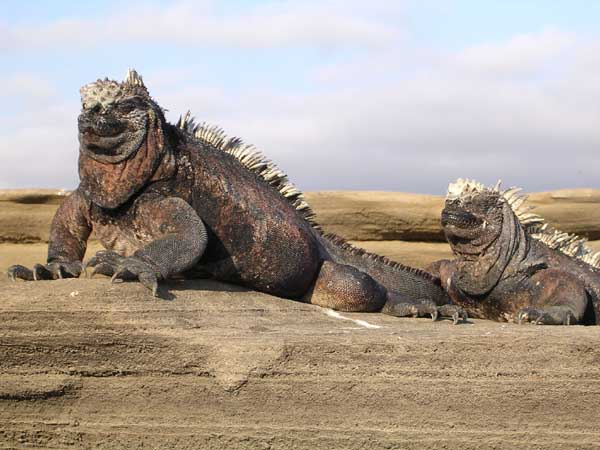
Amblyrhincus cristatus Kỳ nhông biển
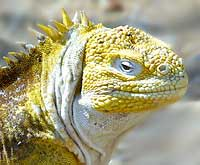
Conolophus subcristatus
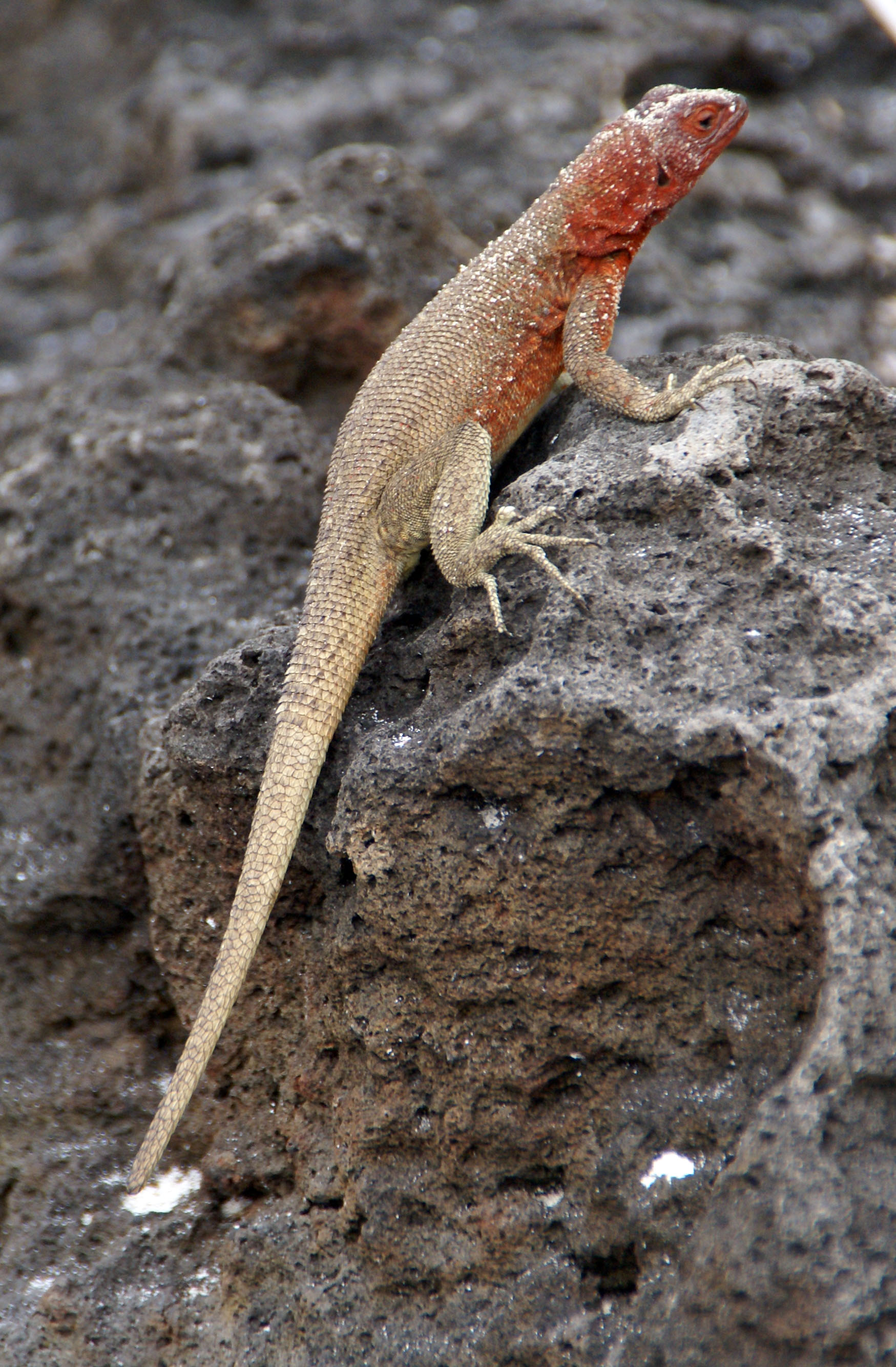
Microlophus delanonis
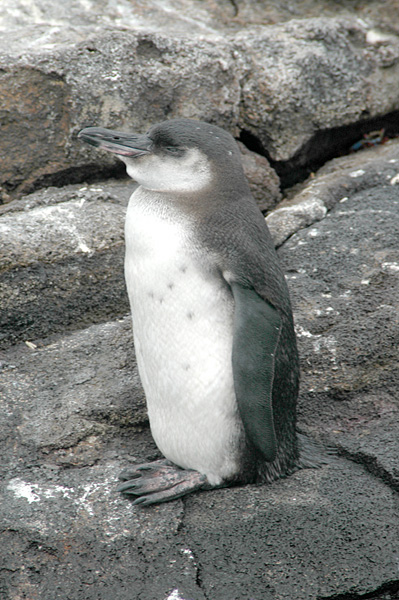
Spheniscus mendiculus
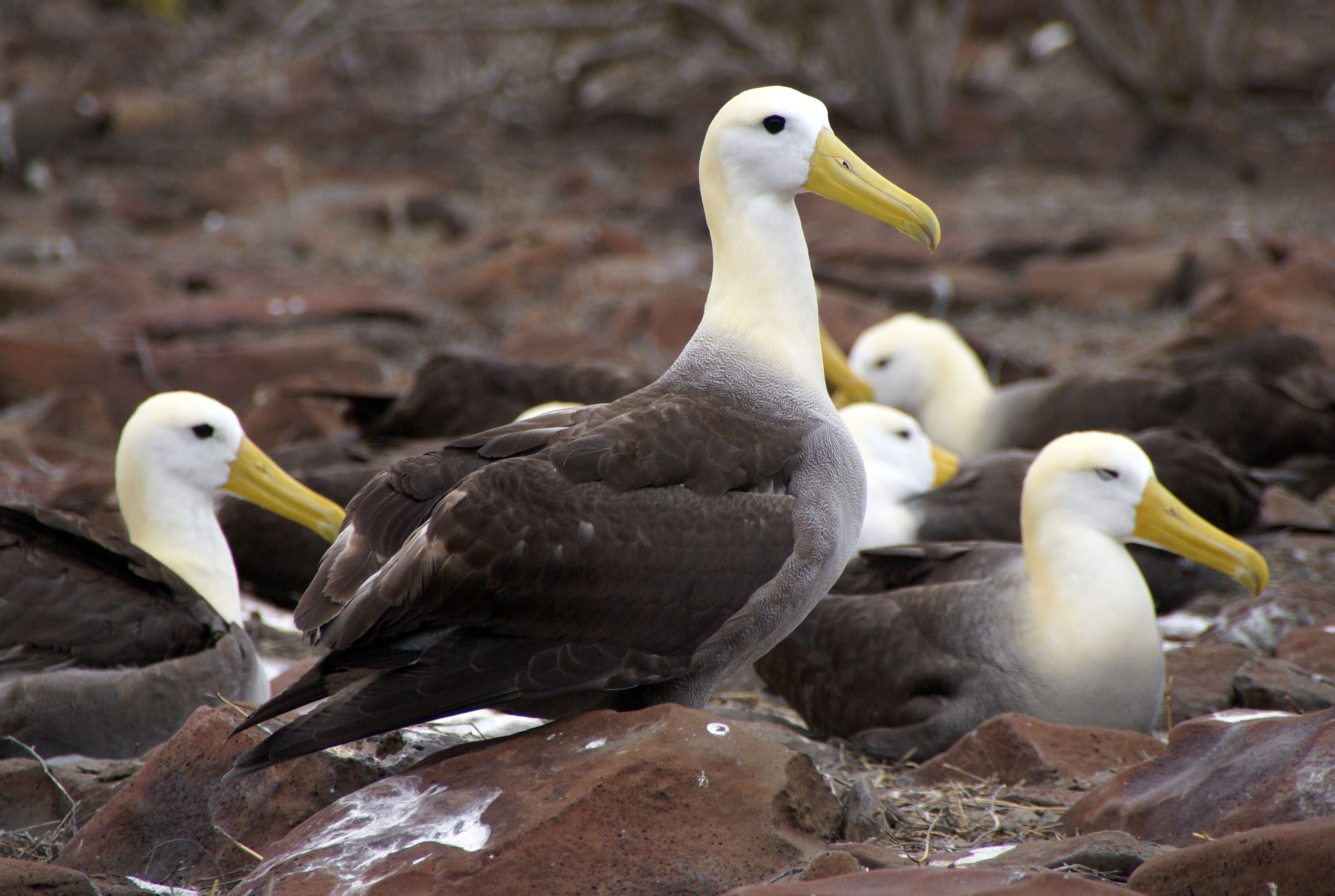
Phoebastria irrorata
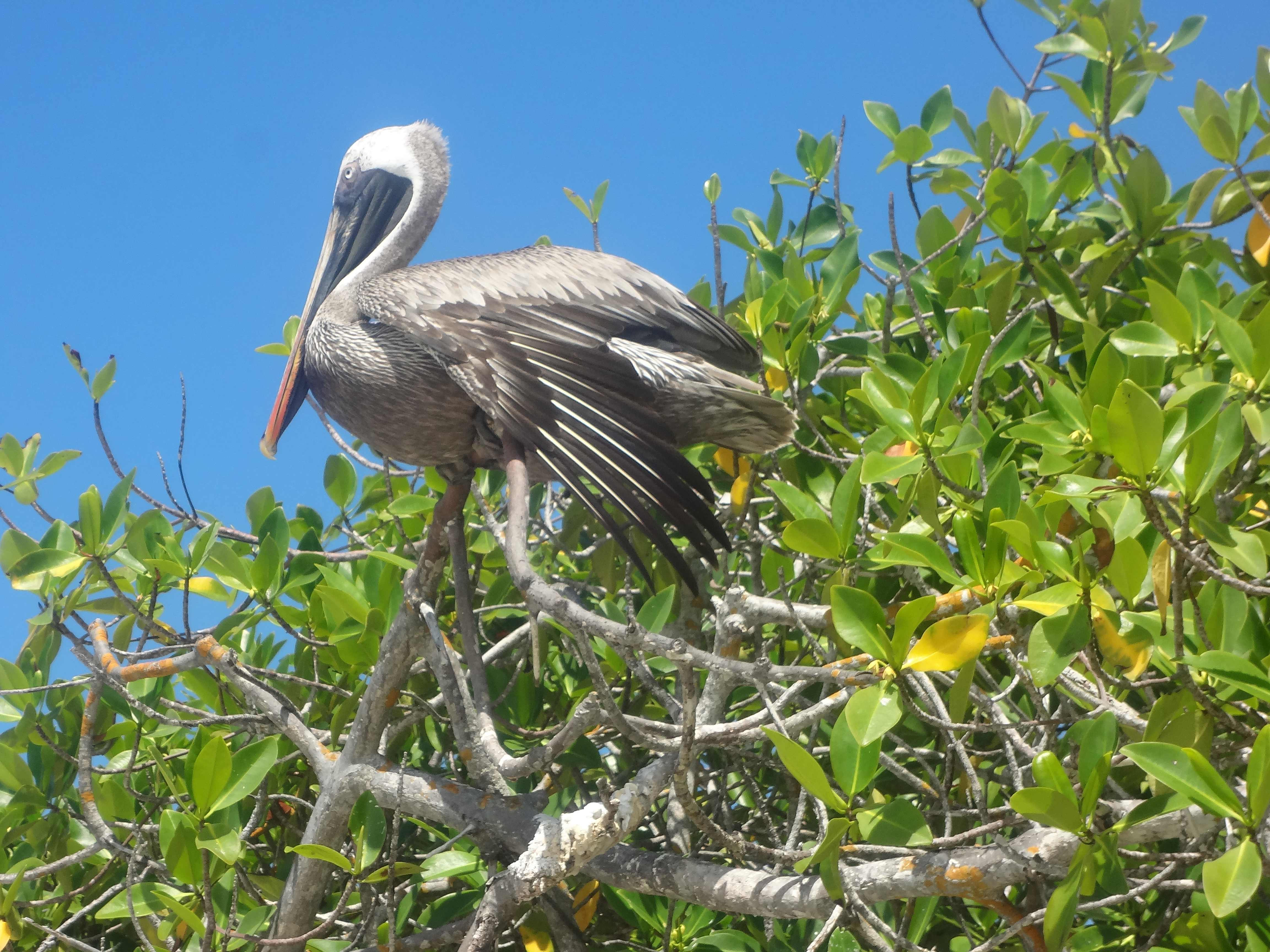
Pelecanus occidentalis

## Rùa Galápagos

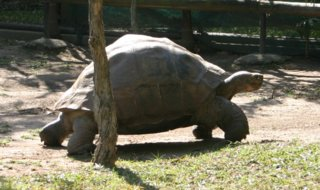
Galápagos tortoise (Geochelone nigra, cat)
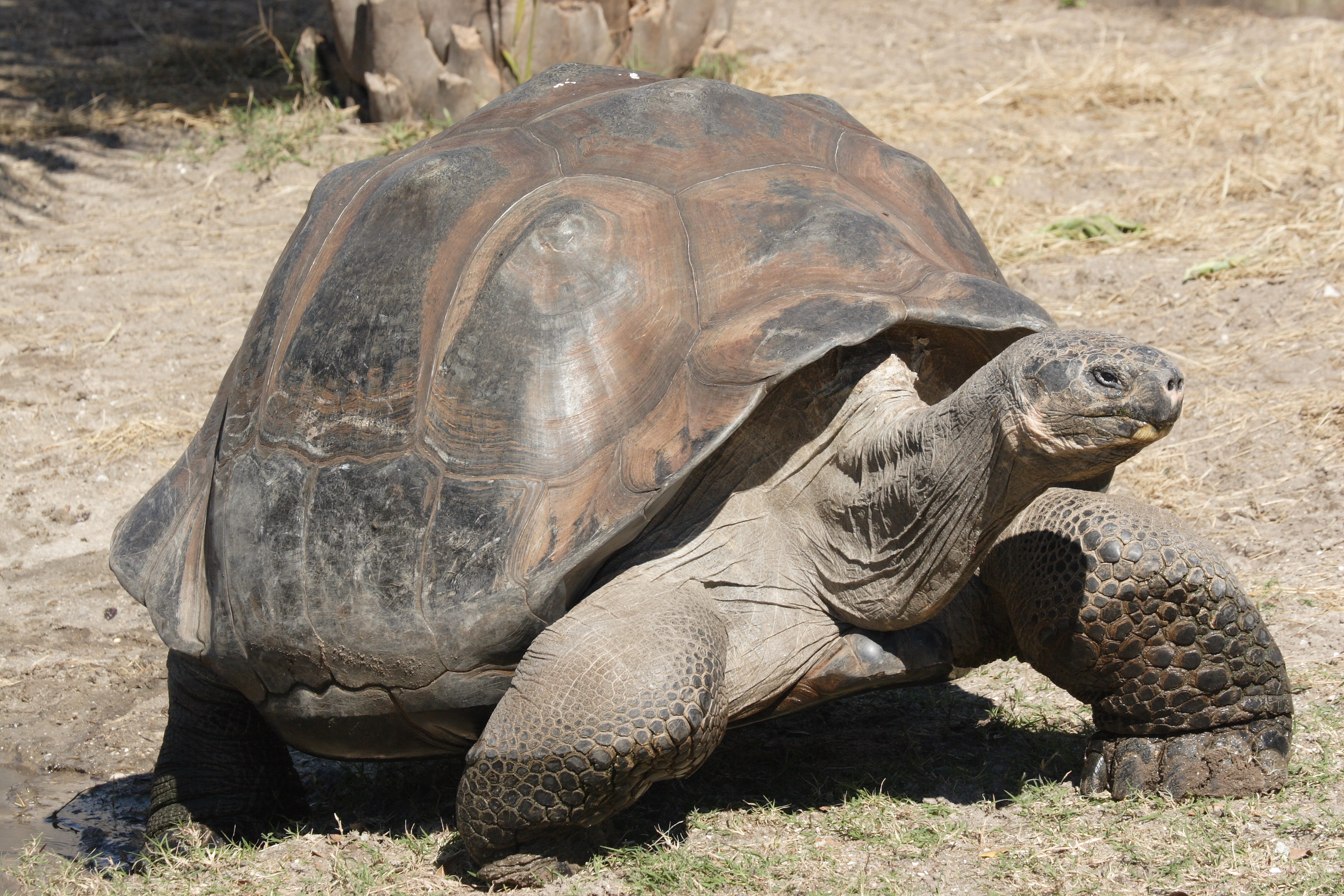
Rùa Galapagos
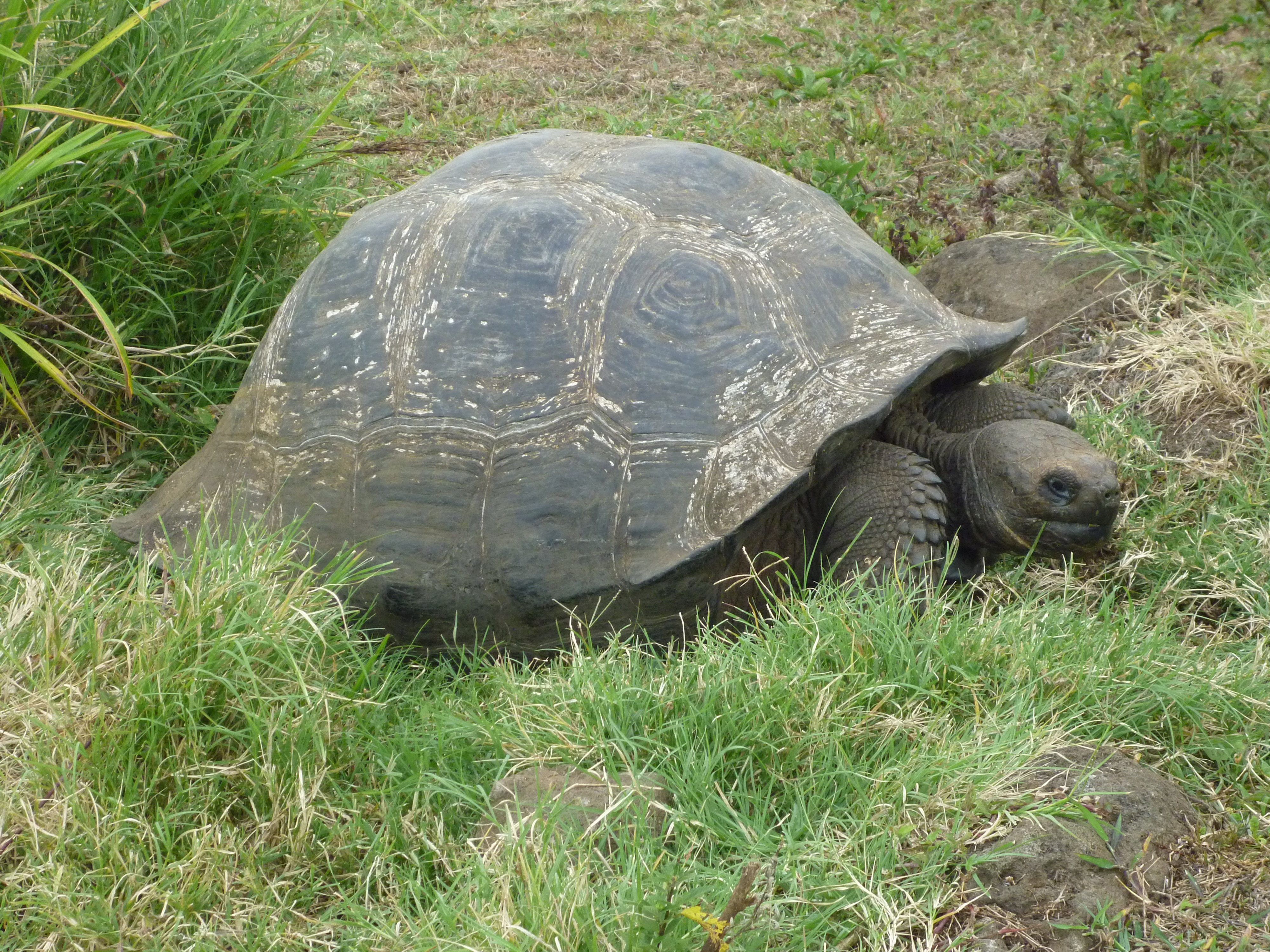
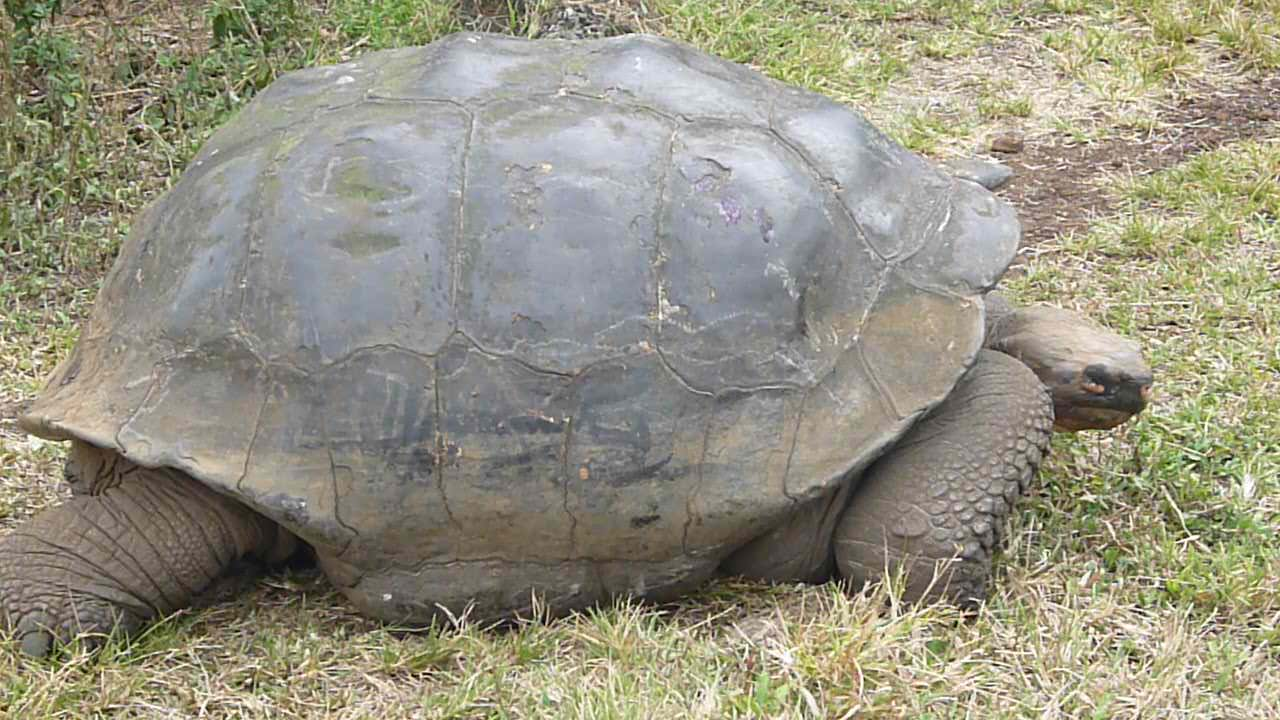
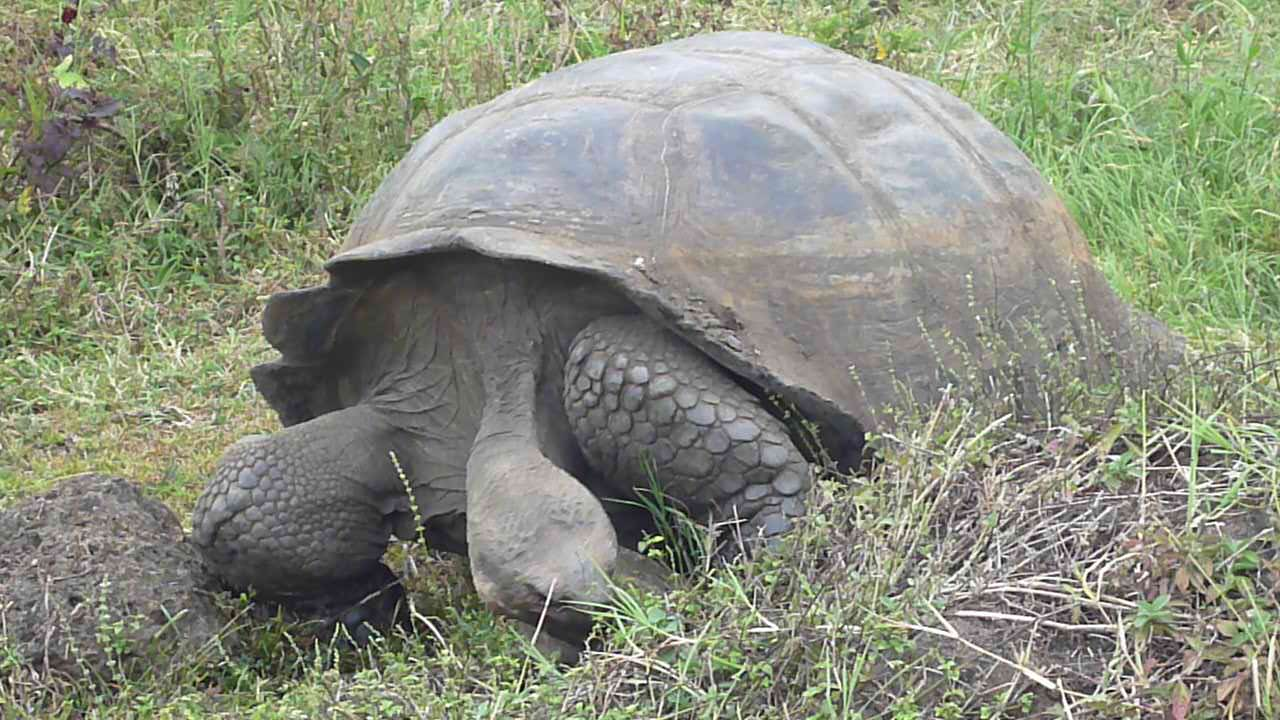
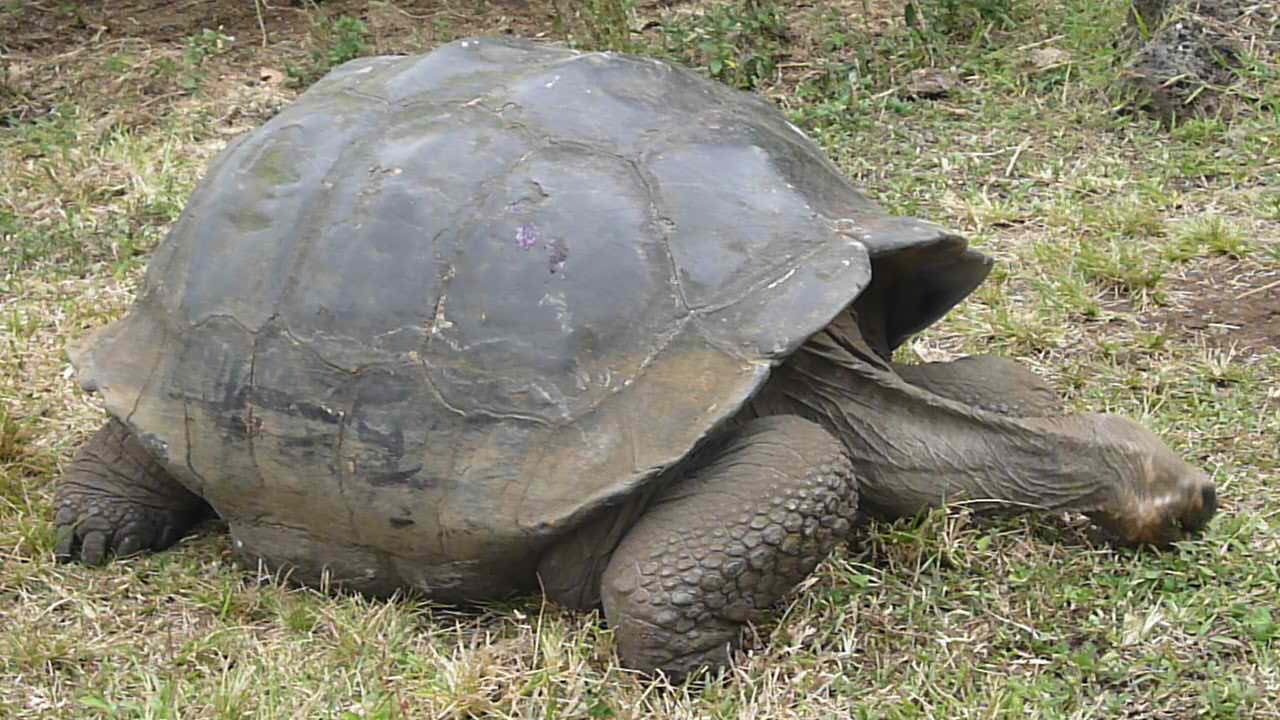
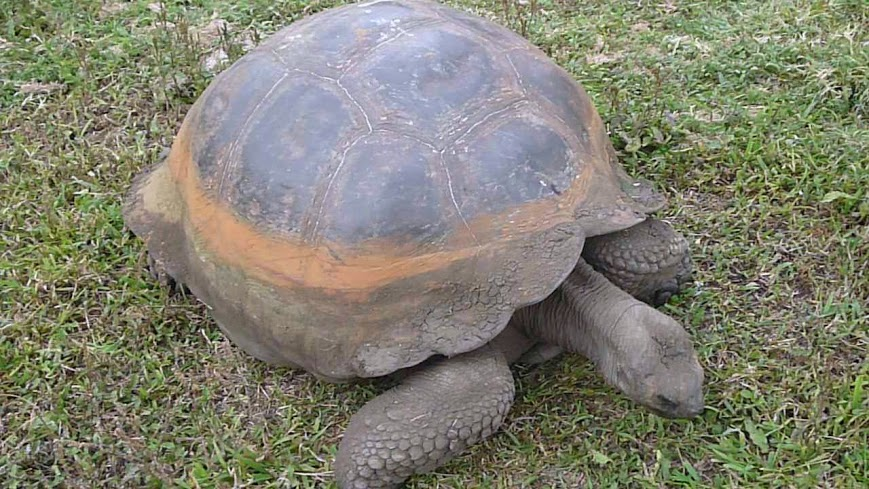
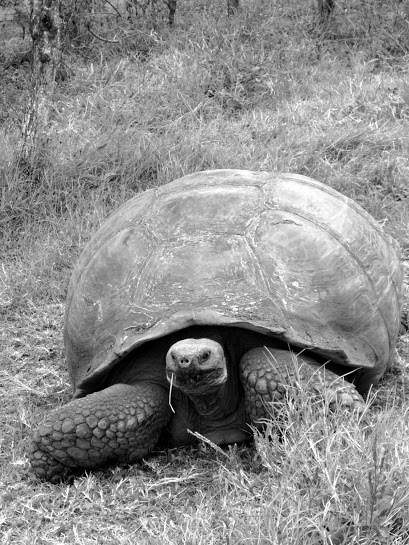

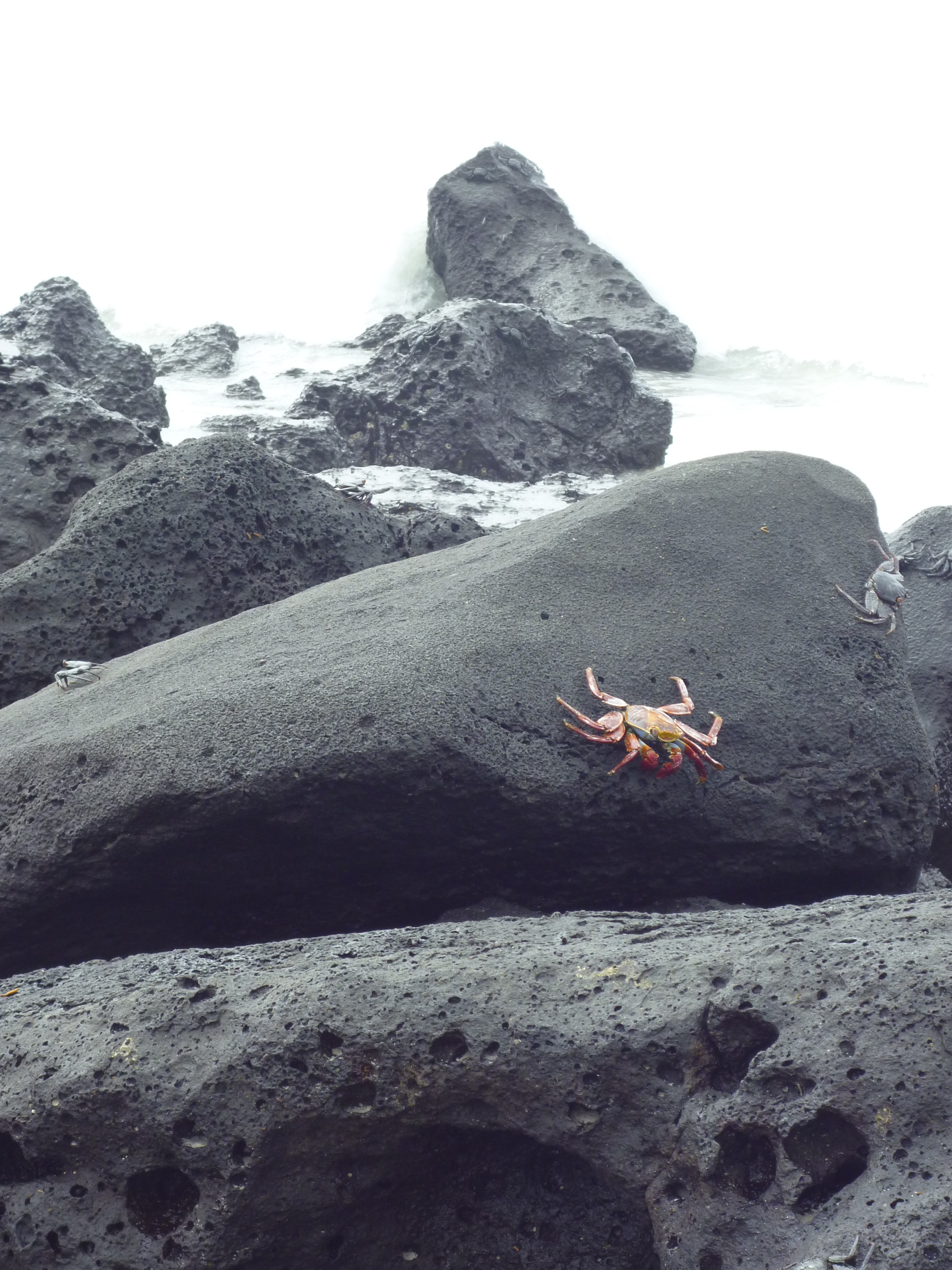
(Grapsus grapsus) Bahía Tortuga
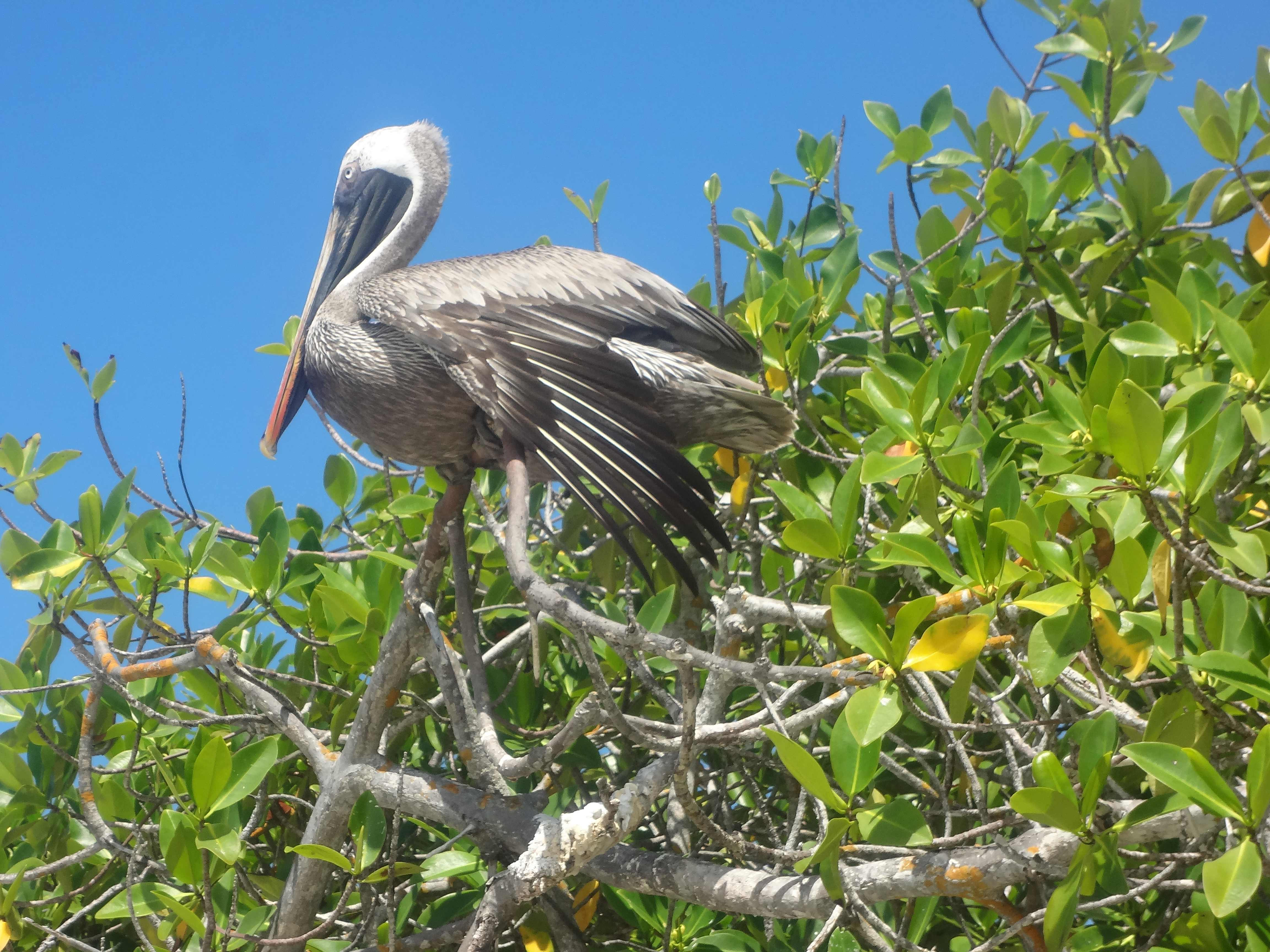
(Pelecanus occidentalis) Bahía Tortuga
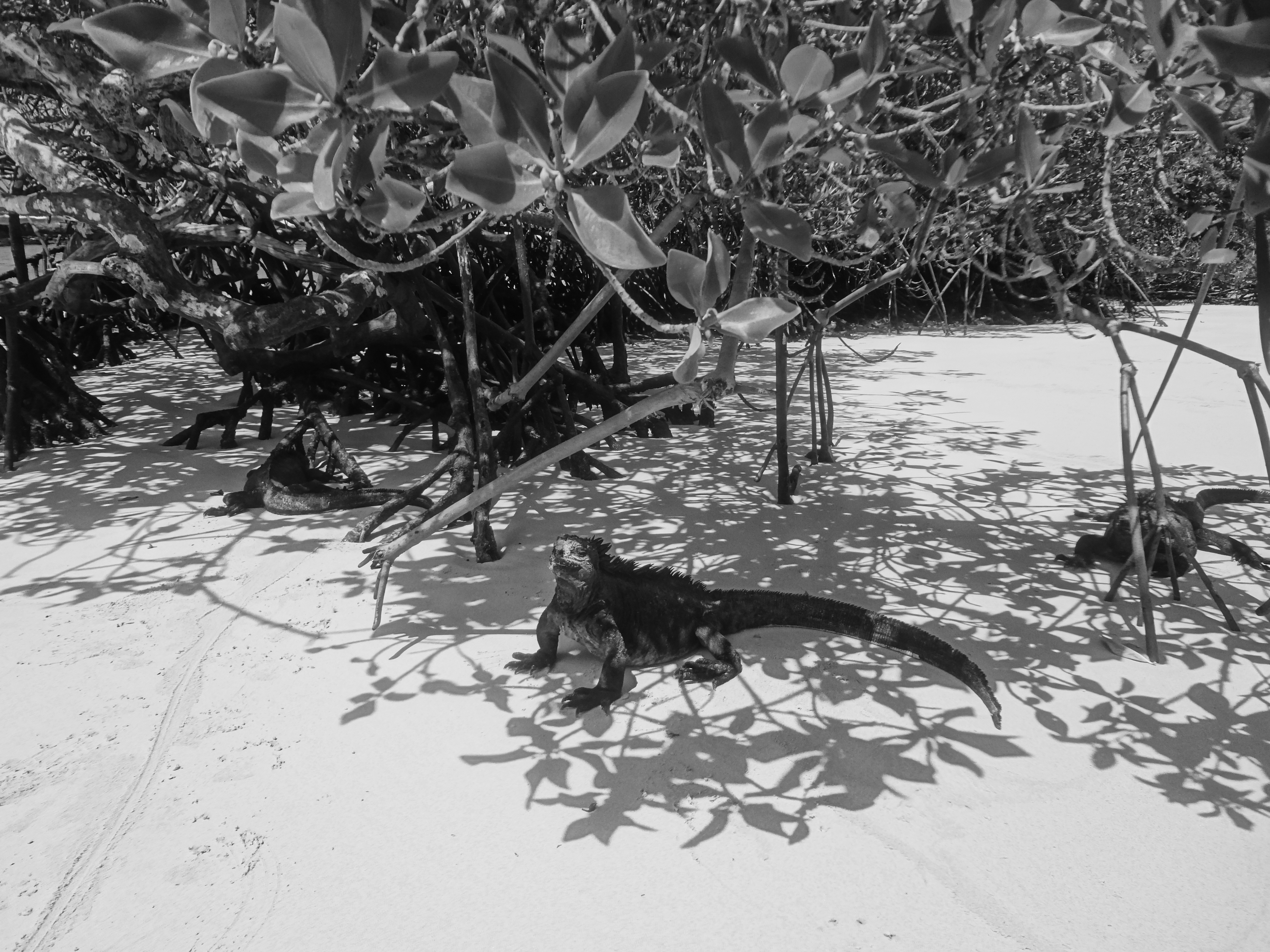
(Amblyrhynchus cristatus) Bahía Tortuga